# Blue Springs (Nebraska)
Blue Springs és una població dels Estats Units a l'estat de Nebraska. Segons el cens del 2000 tenia 383 habitants.

## Demografia
Segons el cens del 2000, Blue Springs tenia 383 habitants, 166 habitatges, i 111 famílies. La densitat de població era de 187,2 habitants per km².
Dels 166 habitatges en un 29,5% hi vivien nens de menys de 18 anys, en un 54,8% hi vivien parelles casades, en un 6,6% dones solteres, i en un 33,1% no eren unitats familiars. En el 30,1% dels habitatges hi vivien persones soles el 13,9% de les quals corresponia a persones de 65 anys o més que vivien soles. El nombre mitjà de persones vivint en cada habitatge era de 2,31 i el nombre mitjà de persones que vivien en cada família era de 2,84.
Per edats la població es repartia de la següent manera: un 24% tenia menys de 18 anys, un 6,5% entre 18 i 24, un 25,6% entre 25 i 44, un 27,7% de 45 a 60 i un 16,2% 65 anys o més.
L'edat mediana era de 42 anys. Per cada 100 dones de 18 o més anys hi havia 103,5 homes.
La renda mediana per habitatge era de 25.000 $ i la renda mediana per família de 36.563 $. Els homes tenien una renda mediana de 28.000 $ mentre que les dones 17.614 $. La renda per capita de la població era de 14.269 $. Aproximadament el 17,1% de les famílies i el 18,4% de la població estaven per davall del llindar de pobresa.

## Poblacions més properes
El següent diagrama mostra les poblacions més properes.